# Le Collet-de-Dèze
Le Collet-de-Dèze (okzitanisch Lo Colet de Dèsa) ist eine französische Gemeinde mit 678 Einwohnern (Stand 1. Januar 2022) im Département Lozère in der Region Okzitanien.

## Geografie
Das Dorf Le Collet-de-Dèze liegt am Oberlauf des Gardon d’Alès in den Cevennen im  südlichen Zentralmassiv zwischen Florac und Alès.

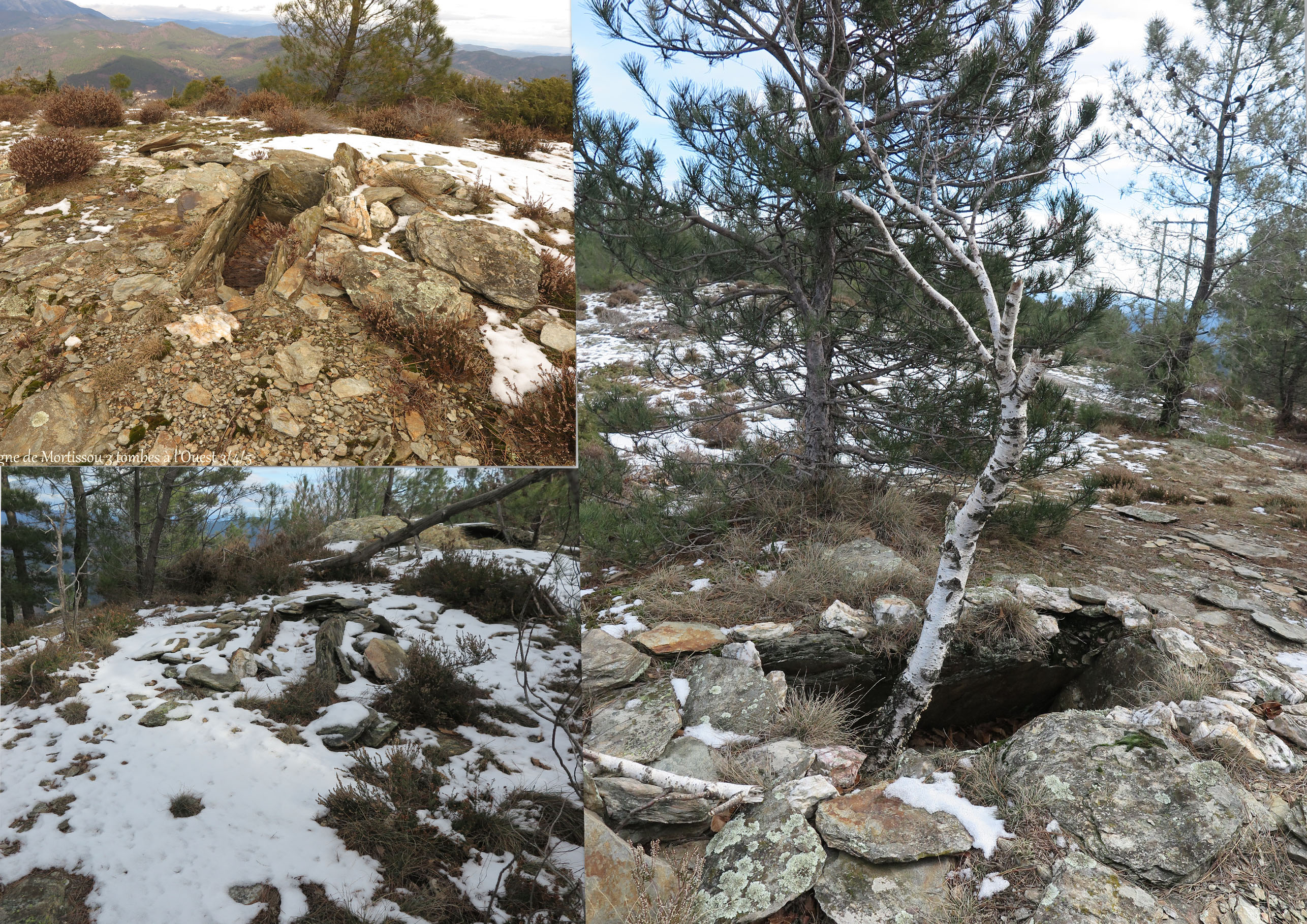
Dolmen von Mortissou in Le Collet-de-Dèze

## Bevölkerungsentwicklung
| Jahr      | 1962 | 1968 | 1975 | 1982 | 1990 | 1999 | 2009 | 2018 |
| Einwohner | 767  | 738  | 667  | 537  | 634  | 718  | 676  | 719  |